# Edith Fanta
Edith Susana Elisabeth Fanta (São Paulo, 1943 - 7 de maio de 2008) foi uma pesquisadora brasileira da região polar da Antártica , mais conhecida por seu trabalho na preservação e proteção da Antártida.

## Início da vida e educação
Fanta, nasceu em São Paulo, Brasil, em 1943. Ela recebeu seu Mestrado (1970) e Doutorado (1972) graus da Universidade de São Paulo , no campo da Zoologia.

## Carreira e impacto
Fanta realizou pesquisa de pós-doutorado no Instituto de Radiação e o Ambiente, em Munique, Alemanha (1974-76), e na Universidade de Bristol, Reino Unido. em seguida, Ela voltou para o Brasil e para o Instituto de Pesca na  Universidade do Estado de São Paulo, antes de assumir uma cátedra na Universidade Federal do Paraná (UFPR), no Centro de Estudos Marinhos em 1980. Mais tarde, ela mudou para o Departamento de Biologia Celular da UFPR.
Fanta fez parte do Programa Brasileiro Antártico por 25 anos, desde a sua criação em 1983. Ela se tornou um líder internacional na ciência da Antártica através de sua pesquisa sobre o comportamento, a fisiologia e a morfologia dos peixes Antártico, e publicou 58 artigos revisados por especialistas. Ela representou o Brasil em muitos fóruns internacionais na Antártida , incluindo no Scientific Committee on Antarctic Research (SCAR) Grupo Científico Permanente de Ciências da Vida/Biologia e na Comissão para a Conservação dos Recursos Vivos Marinhos Antárticos (CCAMLR), desde 1992. Por mais de dez anos, ela fez contribuições valiosas a partir do início da década de 1990 para o Tratado da Antártida Sistema como membro da "SCAR", Grupo de Especialistas em Assuntos Ambientais e de Conservação. Ela também atuou como membro do Ano Polar Internacional (IPY) Comissão mista, e conduziu um projeto como parte de IPY (2007-2008). Sua dedicação à ciência, baseada na conservação e gestão dos recursos marinhos Antárticos levou à sua eleição como Presidente do Comitê Científico da Comissão para a Conservação dos Recursos Vivos Marinhos Antárticos (CCAMLR), onde atuou de 2005 até a sua morte em 7 de maio de 2008.